# 羊草镇
羊草镇，是中华人民共和国黑龙江省绥化市安达市下辖的一个建制镇。因境内滨洲铁路羊草站得名。1962年从南来公社划出羊草公社，1984年改为羊草乡，1985年改为羊草镇。

## 行政区划
羊草镇下辖以下地区：
四合村、承平村、安乐村、火星村、青龙山村、吉庆村、东升村、南来村、永富村、吉利村、新合村、五撮房村和保安村。